# Эскола, Ялмари
Ялмари Йоханнес «Лаури» Эскола (фин. Jalmari Johannes ("Lauri") Eskola; 16 ноября 1886 — 7 января 1958) — финский легкоатлет, призёр Олимпийских игр.
Ялмари Эскола родился в 1886 году в общине Пёутюя (Великое княжество Финляндское). В 1912 году, на Олимпийских играх в Стокгольме, выступая за финскую команду завоевал серебряную медаль в командном кроссе; в личном первенстве в кроссе он при этом стал четвёртым.